# Glover Morrill Allen
Glover Morrill Allen (Walpole, 8 februari 1879 - 14 februari 1942) was een Amerikaans zoöloog.

Hij werd geboren in Walpole, New Hampshire als de zoon van de dominee Nathaniel Glover Allen en Harriet Ann (Schouler) Allen.

Hij studeerde aan de Harvard University en na zijn afstuderen, doceerde hij in de zoölogie aan Harvard en bekleedde de functie van conservator van zoogdieren in het Museum van de Vergelijkende Dierkunde. Hij reisde veel, naar Midden- en Zuid-Amerika, naar West-Afrika, de Nijl, Belgisch-Congo en Australië.

Zijn publicaties omvatten: 
- Bats: Biology, Behavior and Folklore; Checklist of African Mammals en Mammals of China and Mongolia.

In 1915 werd hij gekozen tot Fellow van de Amerikaanse Academie van Kunsten en Wetenschappen. De soortaanduiding van de kikker Phrynobatrachus alleni is een eerbetoon aan Allen.
- Bibsys: 9057608
- Biblioteca Nacional de España: XX1327091
- Bibliothèque nationale de France: cb12570342h (data)
- CiNii: DA18565009
- Gemeinsame Normdatei: 1055294538
- International Standard Name Identifier: 0000 0000 7821 7112
- Library of Congress Control Number: no98077497
- Nationale Bibliotheek van Tsjechië: mzk2010578203
- Nationale bibliotheek van Australië: 35003455
- Nationale Bibliotheek van Israël: 987007286750005171
- Nederlandse Thesaurus van Auteursnamen: 079585337
- Istituto Centrale per il Catalogo Unico: RMSV035486
- SNAC: w63x8gtn
- Système universitaire de documentation: 069983860
- Trove: 785801
- Virtual International Authority File: 59202187
- WorldCat: E39PBJqQBrwxxtRHXt8dcwVQv3